# Frédéric Ier de Nuremberg-Zollern
Pour les articles homonymes, voir Frédéric Ier.
Frédéric Ier, né avant 1139 et mort vers 1201, est un membre de la maison de Hohenzollern, fils du comte Frédéric II de Zollern. Il fut comte de Zollern (« Frédéric III ») après 1145 et burgrave de Nuremberg de 1191 ou 1192 jusqu'à sa mort.

## Biographie
Frédéric est le fils (ou petit-fils) de Frédéric II, comte de  Zollern en Souabe. Son père, un partisan du roi Conrad III de Hohenstaufen, meurt au combat vers 1142. 

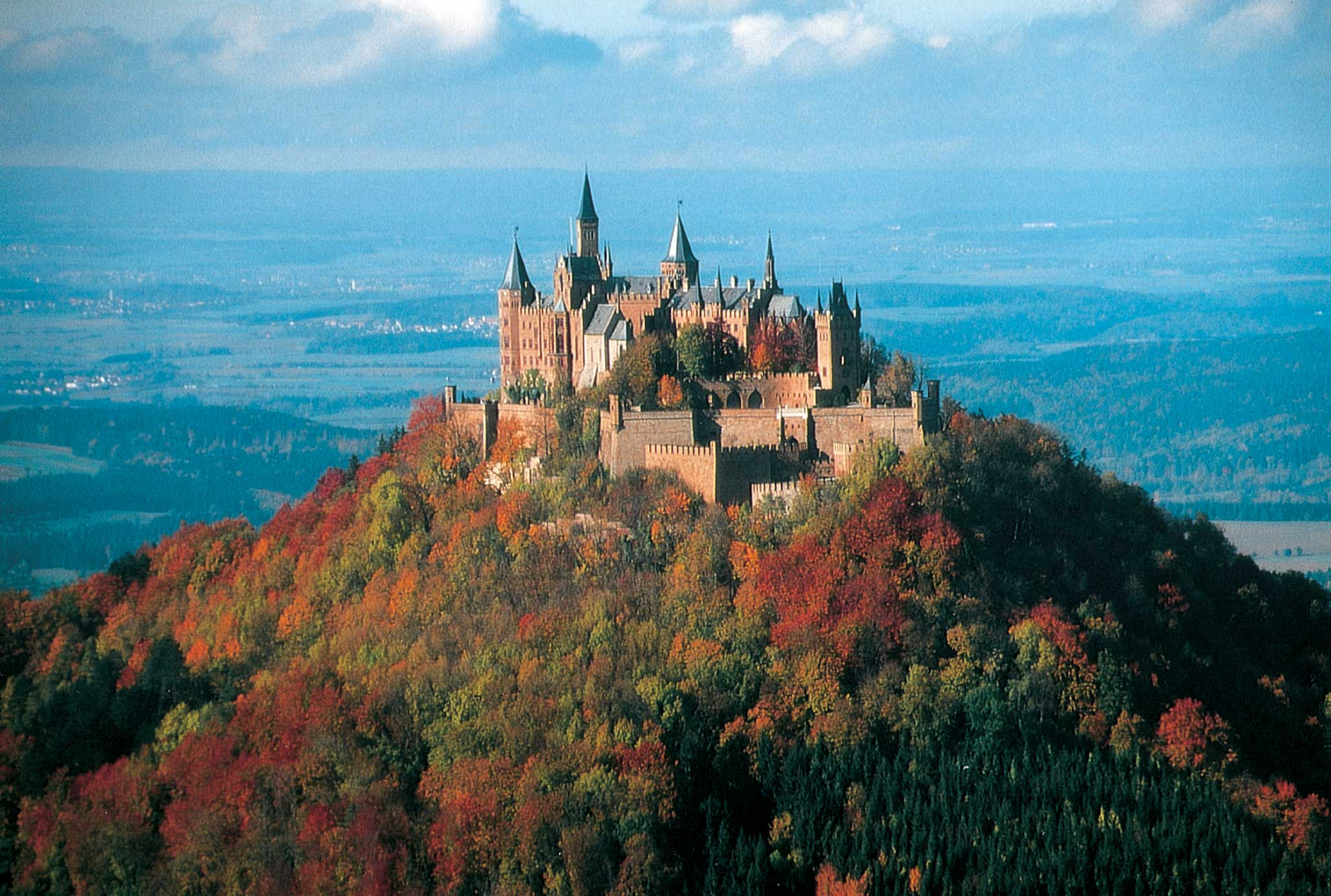
Château de Hohenzollern.

Comme son père, il est resté fidèlement attaché à la maison de Hohenstaufen, notamment dans le conflit avec les Welf. En 1180, il participe à la chute du duc Henri le Lion par l'empereur Frédéric Barberousse. Il acquiert plusieurs domaines autour du château de Hohenzollern dans le Jura souabe, parmi lesquelles Hechingen et Balingen, après quoi les possessions des Hohenzollern s´étendaient du Neckar jusqu'au Danube supérieur. D'autre part, toutefois, la scission des comtes de Hohenberg induit une diminution de pouvoir, tout comme le conflit avec la maison de Zähringen. 

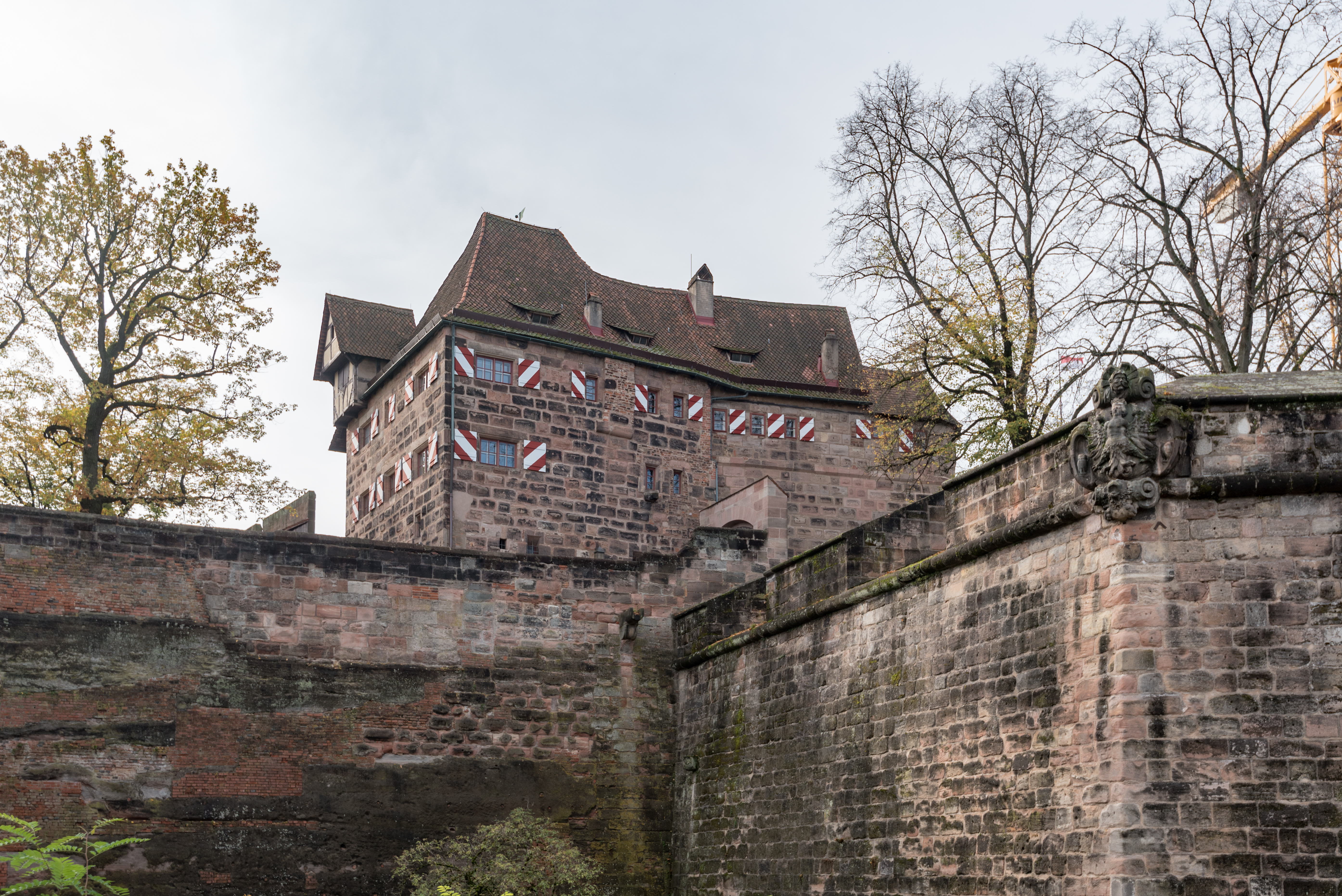
Siège des burgraves au château de Nuremberg.

En épousant Sophie de Raabs, issue d'une famille de vieille noblesse autrichienne et héritière du burgraviat de Nuremberg, vers 1184, il arrive en Franconie. Après la mort du burgrave Conrad II, père de Sophie, en 1191, Frédéric est nommé son successeur par l'empereur Henri VI. En 1192, il apparaît sous le nom Fredericus I prefectus et burggravius Nurembergi.
Selon ses dernières volontés, il est inhumé à l'abbaye bénédictine (Schottenkloster) Saint-Egidien de Nuremberg. À son décès, la famille des Hohenzollern, petits châtelains de Souabe, devient une puissance en plein essor dans le Saint-Empire. Ses deux fils, Conrad et Frédéric II, se partagent les biens familiaux en 1218 : l'aîné, Conrad, reçoit le burgraviat de Nuremberg et compte parmi les ancêtres de la maison impériale et royale allemande, tandis que le second, Frédéric, conserve le comté de Zollern et fonde la branche de Souabe, à l'origine de la lignée Hohenzollern-Sigmaringen

## Mariage et descendance
Frédéric Ier épouse Sophie de Raabs (morte vers 1218), fille du burgrave Conrad II de Nuremberg. Ils ont plusieurs enfants :
- Conrad Ier (1186–1261), burgrave de Nuremberg à partir de 1218[3] ;
- Frédéric II (1188–1255), comte de Zollern et burgrave de Nuremberg jusqu'en 1218, ancêtre de la lignßee souabe ;
- Élisabeth (morte en 1255), épousa le landgrave Gebhardt III de Leuchtenberg.